# Hẹn hò

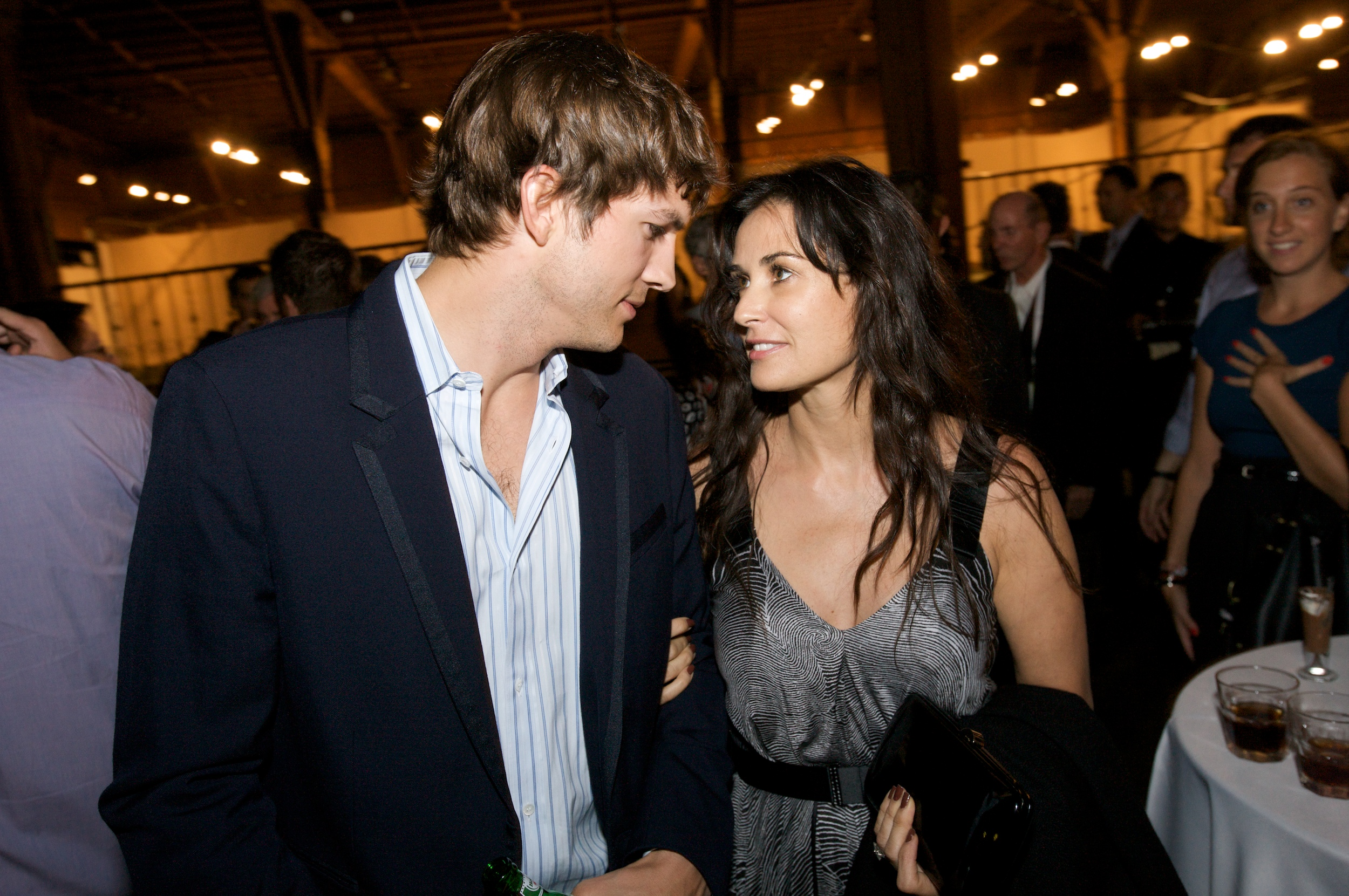
Nữ diễn viên người Mỹ Demi Moore khi hẹn hò với phi công trẻ là nam diễn viên Ashton Kutcher đã được gọi là máy bay bà già.

Hẹn hò, hay còn gọi đầy đủ là hẹn hò đôi lứa, là một giai đoạn trong mối quan hệ yêu đương trong đó hai người cùng nhau ước hẹn, đại đa phần thường là với mục đích xem xét sự phù hợp của nửa kia khi trở thành một mảnh ghép trong một mối quan hệ thân mật ở tương lai. Nó được xếp vào giai đoạn tìm hiểu, bao gồm các sự kiện xã giao do đôi trai gái cử hành, có thể là riêng tư hoặc với những người khác. Các nghi thức và thực tiễn của việc hẹn hò cũng như những thuật ngữ được dùng để chỉ đến nó thì đa dạng vô vàn tùy theo từng nền văn hóa, xã hội và từng thời kỳ, giai đoạn. Mặc dù chuyện hẹn hò đa phần thường được sử dụng để chỉ đến hành động của các cá nhân tham gia vào việc đi chung với một người khác, nhưng ngoài ra nó còn bao gồm một dãy các hoạt động vốn không nằm trong các buổi hẹn hò.
Định nghĩa về hẹn hò cũng thay đổi xuyên suốt thế kỷ 20 để đưa vào cách dùng ít trang trọng hơn chỉ đến một mối quan hệ tình cảm-ân ái tiếp sau màn dạo đầu hay giai đoạn thăm dò đối phương. Mặc dù là không chính thức nhưng định nghĩa này rất phổ biến và được sử dụng trong các phát biểu cũng như văn bản chính quy.